# Comuna Tîhotîn, Rojîșce
Tîhotîn (în ucraineană Тихотин) este o comună în raionul Rojîșce, regiunea Volînia, Ucraina, formată din satele Borteahivka și Tîhotîn (reședința).

## Demografie
Componența lingvistică a satului Tîhotîn
     Ucraineană (99,4%)
     Alte limbi (0,6%)
Conform recensământului din 2001, majoritatea populației satului Tîhotîn era vorbitoare de ucraineană (99,4%), existând în minoritate și vorbitori de alte limbi.